# Les Jardins du roi (film)
Pour les articles homonymes, voir Les Jardins du roi.
Pour plus de détails, voir Fiche technique et Distribution.
Les Jardins du roi (A Little Chaos) est un film britannique, réalisé par Alan Rickman, sorti en 2014.
Le film a été présenté pour sa première mondiale en clôture du festival international du film de Toronto 2014.

## Synopsis
Sous le règne de Louis XIV, Sabine de Barra, une femme paysagiste se voit assigner par André Le Nôtre l'honneur de superviser la création de la salle de bal extérieure - le bosquet des Rocailles - pour les somptueuses festivités voulues par le roi dans les jardins du château de Versailles, une tâche qui la met au centre des intrigues de la Cour.

## Fiche technique
- Titre : A Little Chaos
- Titre français : Les Jardins du roi
- Réalisation : Alan Rickman
- Scénario : Alison Deegan, Alan Rickman, Jeremy Brock
- Direction artistique : Kat Law, Sarah Stuart
- Décors : Claire Nia Richards
- Costumes : Joan Bergin
- Maquillage : Ivana Primorac
- Casting : Nina Gold, Robert Sterne
- Montage : Nicolas Gaster
- Musique : Peter Gregson
- Photographie : Ellen Kuras
- Son :
- Production :
- Sociétés de production : Lionsgate, BBC Films
- Sociétés de distribution : Lionsgate
- Budget :
- Pays d’origine : Royaume-Uni
- Langue originale : anglais
- Format : couleur
- Genre : Drame
- Durée : 116 minutes
- Dates de sortie :
  -  Canada : 13 septembre 2014 (festival international du film de Toronto 2014)
  -  Royaume-Uni : 17 avril 2015
  -  France : 6 mai 2015

## Distribution

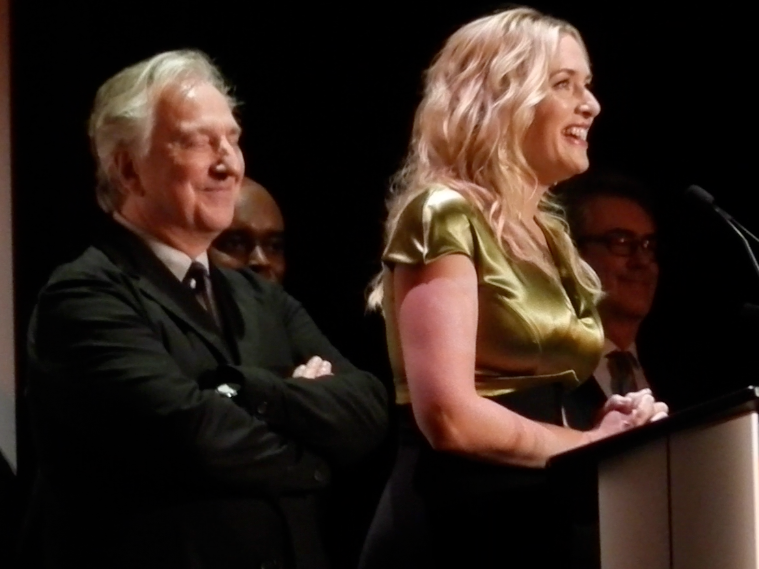
Les acteurs principaux Kate Winslet et Alan Rickman à la première du film au TIFF 2014.

- Kate Winslet (VF : Anneliese Fromont) : Sabine de Barra
- Matthias Schoenaerts (VF : Bernard Gabay) : André Le Nôtre
- Alan Rickman (VF : Michel Papineschi) : Louis XIV
- Helen McCrory (VF : Sylvia Bergé) : Madame Le Nôtre
- Jennifer Ehle (VF : Anne Rondeleux) : Madame de Montespan
- Stanley Tucci (VF : Bernard Alane) : Philippe d'Orléans
- Adam James (VF : Vincent de Bouard) : Monsieur de Barra
- Steven Waddington (VF : Thierry Hancisse) : Thierry Duras
- Rupert Penry-Jones (VF : Christian Gonon) : Antonin Nompar de Caumont, duc de Lauzun
- Cathy Belton (VF : Catherine Hamilty) : Louise
- Danny Webb (VF : Claude Aufaure) : Claude Moulin
- Angus Wright : Rennequin Sualem
- Paula Paul : Princesse palatine

 Source et légende : version française (VF) sur RS Doublage

## Production
Matthias Schoenaerts rejoint la distribution en janvier 2013.

## Distinctions

### Nominations et sélections
- Festival international du film de Toronto 2014 : sélection « Gala Presentations » et film d'ouverture

## Différences historiques
- Si dans le film, André Le Nôtre est décrit comme plus jeune que Louis XIV, en réalité il avait 25 ans de plus que lui. Le bosquet des Rocailles fut d'ailleurs aménagé alors que Le Nôtre était âgé de 70 ans. C'est pour cette raison qu'il s'agit dans le film de son fils, et non pas seulement du petit-fils de Pierre Le Nôtre.
- Le personnage de Sabine de Barra a été créé pour le film. L'existence à cette époque d'une femme artiste paysagiste inconnue, financièrement indépendante, à qui Le Nôtre aurait confié la responsabilité de dessiner les plans du bosquet des Rocailles (ou salle du Bal) et d'en superviser l'exécution et la réalisation n'était que peu probable.
- Le Potager du Roi, créé par Jean-Baptiste de la Quintinie, directeur des jardins royaux, s'étendait sur neuf hectares, alors que dans le film, il semble avoir à peine une surface d'une centaine de m2.